# Dolomiti Superski
Dolomiti Superski – sieć ośrodków narciarskich w północnych Włoszech, w Dolomitach, objęta wspólnym karnetem narciarskim o tej samej nazwie. Została założona w 1974 r. i początkowo składała się z sześciu ośrodków, a jej pierwszym prezesem został mediolański prawnik Gianni Marzola.

## Ośrodki narciarskie
Dolomiti Superski składa się łącznie z ponad 1200 kilometrów tras narciarskich i przeszło 460 wyciągów narciarskich o różnym charakterze. W skład zespołu wchodzi 12 ośrodków narciarskich:
- Cortina d’Ampezzo - 120 kilometrów tras narciarskich, 41 wyciągów (29 krzesełkowych, 6 orczykowych, 6 gondolowych)[6],
- Plan de Corones - 116 kilometrów tras narciarskich, 32 wyciągi (5 krzesełkowych, 6 orczykowych, 21 gondolowych)[7],
- Alta Badia - 130 kilometrów tras narciarskich, 54 wyciągi (31 krzesełkowych, 12 orczykowych, 10 gondolowych, 1 winda pochyła)[8],
- Val Gardena z Alpe di Siusi - 175 kilometrów tras narciarskich, 80 wyciągów (42 krzesełkowe, 24 orczykowe, 11 gondolowych, 1 gondolowo-krzesełkowy, 1 kolejka podziemna, 1 kolej linowa)[9],
- Val di Fassa z Carezzą - 137 kilometrów tras narciarskich, 57 wyciągów (29 krzesełkowych, 15 orczykowych, 13 gondolowych)[10],
- Arabba z Marmoladą - 63 kilometrów tras narciarskich, 28 wyciągów (17 krzesełkowych, 4 orczykowe, 7 gondolowych)[11],
- Sextner Dolomiten - 93 kilometry tras narciarskich, 32 wyciągi (7 krzesełkowych, 19 orczykowych, 6 gondolowych)[12],
- Val di Fiemme z Obereggen - 111 kilometrów tras narciarskich, 45 wyciągów (28 krzesełkowych, 10 orczykowych, 7 gondolowych)[13],
- San Martino di Castrozza - 60 kilometrów tras narciarskich, 23 wyciągi (14 krzesełkowych, 6 orczykowych, 3 gondolowe)[14],
- Valle Isarco - 84 kilometry tras narciarskich, 28 wyciągów (11 krzesełkowych, 10 orczykowych, 7 gondolowych)[15],
- Alpe Lusia (San Pellegrino) – 100 kilometrów tras narciarskich, 24 wyciągi (15 krzesełkowych, 6 orczykowych, 3 gondolowe)[16],
- Monte Civetta - 80 kilometrów tras narciarskich, 23 wyciągi (10 krzesełkowych, 10 orczykowych, 3 gondolowe)[17].

Na obszarze kompleksu ośrodków narciarskich znajduje się też 27 obiektów typu snowpark. Najdłuższym z nich, o długości 1 500 metrów, jest Snowpark Seiser Alm, posiadający 37 przeszkód.